# 无锡城墙

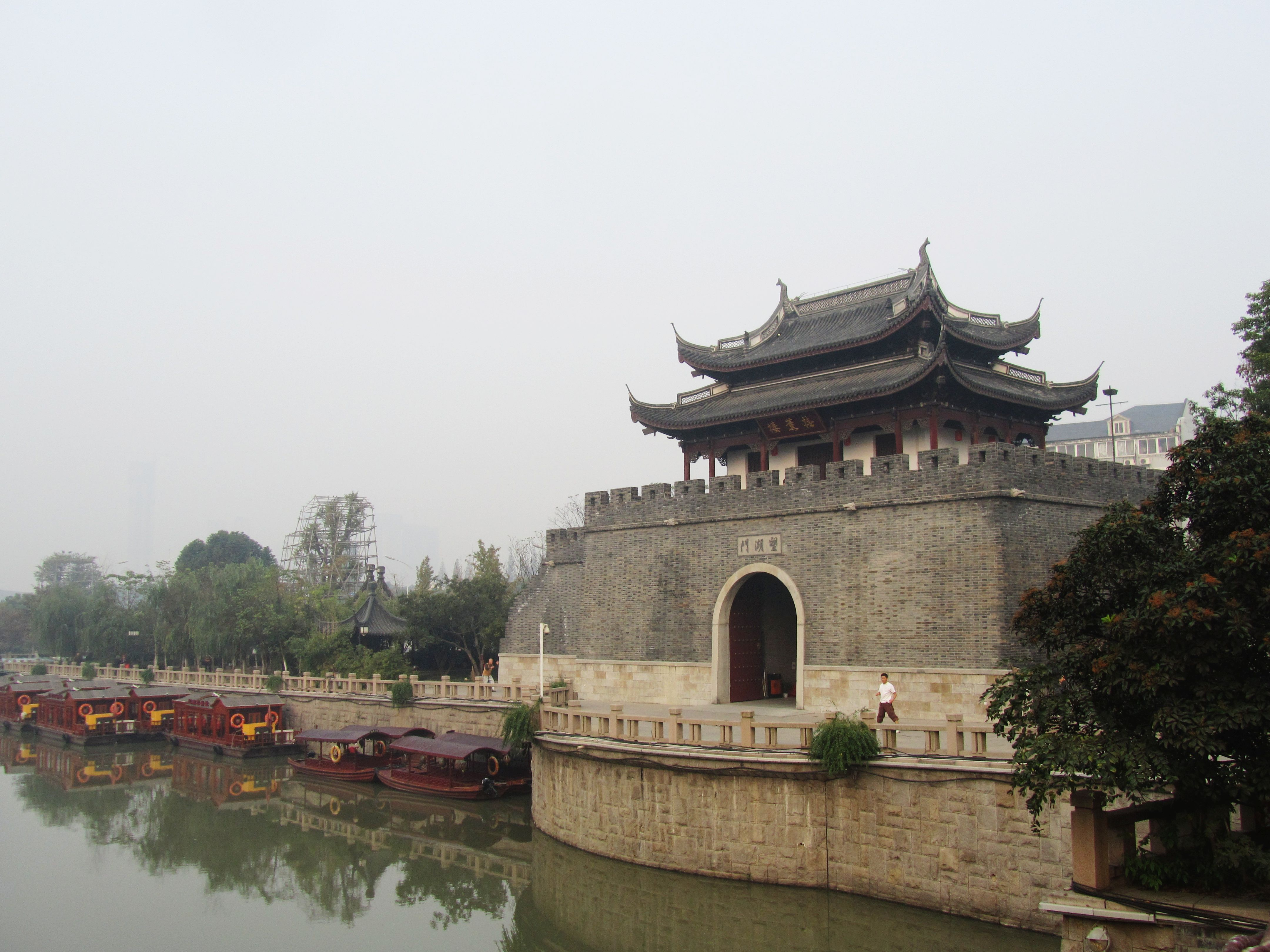
重建的望湖门

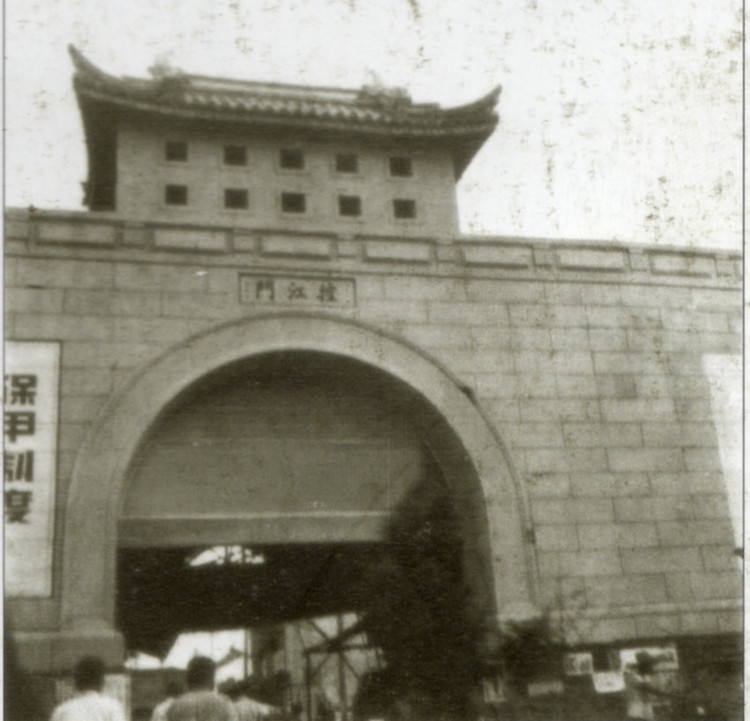
无锡控江门

无锡城墙，位于中国江苏省无锡市。无锡城墙可上溯到西汉时期，1950年至1951年拆除。无锡城墙原址现为无锡市环城路（环城西路、环城北路、环城东路、环城南路）。

## 历史
西汉时，无锡即筑有城墙，分为子城与罗城（外城）。北宋乾兴元年(1022年)，县令李晋卿重筑子城，子城范围有所扩大。之后子城逐渐荒废，仅余外城。元代至正15年（1355年），重修城墙。至正17年（1357年），张士诚据无锡，开始用砖石砌筑城墙。明代洪武元年（1368年），修缮城墙。至嘉靖年间，逐渐荒颓。嘉靖33年(1554年)，无锡知县王其勤率领民众加固城墙，以条石作墙基、巨砖包砌。1912年4月，拆除城东北角部分城墙，辟光复门。1928年，在西门旁辟了新西城门。1947年2月，西城门被拆除。1950年4月至1950年3月，拆除城墙，原址改为环城路。